# برنارد بروك
برنارد بروك (3 مارس 1930 - ) (بالإنجليزية: Bernard Brooke)‏ هو لاعب كريكت بريطاني.

## وصلات خارجية
- برنارد بروك على موقع إي آس بي آن كريك إنفو (الإنجليزية)